# Alfeld (Leine)
Alfeld este un oraș din Saxonia Inferioară, Germania. Este situat pe Râul Leine, în districtul Hildesheim. 

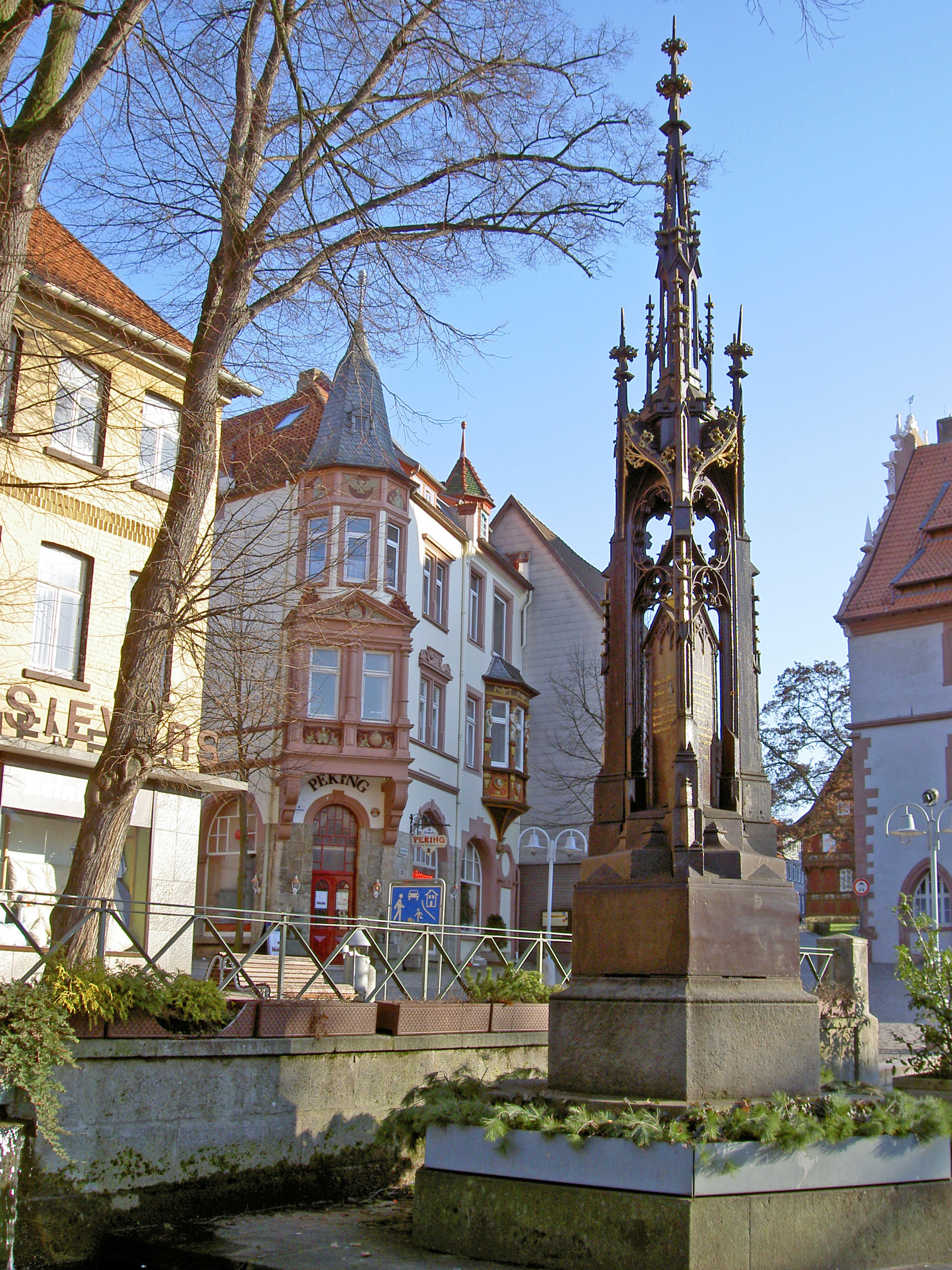
Alfeld (Leine)

## Patrimoniu mondial UNESCO
Uzinele Fagus din această localitate au fost incluse în anul 2011 pe lista patrimoniului cultural mondial UNESCO.